# Distretto di Aybak
Il distretto di Aybak è un distretto dell'Afghanistan appartenente alla provincia del Samangan.
| Controllo di autorità | VIAF (EN) 156389888 · LCCN (EN) nr95034582 · J9U (EN, HE) 987007540292805171 |